# Ескабон
Ескабон (перс. اسكابن) — село в Ірані, у дегестані Джіранде, у бахші Амарлу, шагрестані Рудбар остану Ґілян. За даними перепису 2006 року, його населення становило 44 особи, що проживали у складі 13 сімей.

## Клімат
Середня річна температура становить 11,82 °C, середня максимальна – 28,16 °C, а середня мінімальна – -6,15 °C. Середня річна кількість опадів – 385 мм.
| Клімат поселення                              | Клімат поселення | Клімат поселення | Клімат поселення | Клімат поселення | Клімат поселення | Клімат поселення | Клімат поселення | Клімат поселення | Клімат поселення | Клімат поселення | Клімат поселення | Клімат поселення | Клімат поселення |
| Показник                                      | Січ.             | Лют.             | Бер.             | Квіт.            | Трав.            | Черв.            | Лип.             | Серп.            | Вер.             | Жовт.            | Лист.            | Груд.            |                  |
| Середній максимум, °C                         | 6,91             | 7,66             | 10,87            | 17,38            | 21,58            | 26,33            | 27,56            | 28,16            | 24,96            | 20,10            | 13,69            | 8,05             |                  |
| Середня температура, °C                       | 0,39             | 1,14             | 4,33             | 10,85            | 15,06            | 19,79            | 22,19            | 22,78            | 19,57            | 14,72            | 8,30             | 2,67             |                  |
| Середній мінімум, °C                          | −6,15            | −5,39            | −2,19            | 4,33             | 8,53             | 13,27            | 16,81            | 17,39            | 14,19            | 9,33             | 2,92             | −2,71            |                  |
| Норма опадів, мм                              | 38               | 37               | 63               | 53               | 29               | 8                | 9                | 8                | 10               | 30               | 46               | 54               |                  |
| Середньомісячна швидкість вітру, м/с          | 1.97             | 2.54             | 2.89             | 3.01             | 2.84             | 2.80             | 2.98             | 2.85             | 2.41             | 2.38             | 2.00             | 2.00             |                  |
| Середньомісячна сонячна радіація, кДж/м²·день | 7554             | 10032            | 12524            | 16654            | 21109            | 24738            | 25123            | 21929            | 18177            | 12669            | 9352             | 7324             |                  |
| --------------------------------------------- | ---------------- | ---------------- | ---------------- | ---------------- | ---------------- | ---------------- | ---------------- | ---------------- | ---------------- | ---------------- | ---------------- | ---------------- | ---------------- |
| Джерело:                                      |                  |                  |                  |                  |                  |                  |                  |                  |                  |                  |                  |                  |                  |